# Anders Christensen
Anders Christensen (ur. 25 czerwca 1982 w Taarnby) – duński wioślarz.

## Osiągnięcia
- Mistrzostwa Świata – Sewilla 2002 – dwójka bez sternika wagi lekkiej – 14. miejsce[1].
- Mistrzostwa Świata – Mediolan 2003 – ósemka wagi lekkiej – 4. miejsce[1].
- Mistrzostwa Świata – Monachium 2007 – ósemka – 4. miejsce[1].
- Mistrzostwa Świata – Linz 2008 – dwójka bez sternika wagi lekkiej – 8. miejsce[1].